# سیارک ۲۶۱۶۸
سیارک ۲۶۱۶۸ (به انگلیسی: 26168 Kanaikiyotaka، نامگذاری:1995WT8) بیست و شش هزار و صد و شصت و هشتمین سیارک کشف شده‌است که در ۲۴ نوامبر ۱۹۹۵ کشف شد.
قدر مطلق سیارک برابر ۸.۵ است.